# Список эпизодов телесериала «Дневники вампира»
Список серий сверхъестественного драматического американского телесериала телеканала The CW «Дневники вампира», разработанного Кевином Уильямсоном и Джули Плек и снятого по мотивам одноименной серии книг, написанной Лизой Джейн Смит.
Действие сериала происходит в Мистик Фоллс, штат Вирджиния, вымышленном маленьком городке, который преследуют сверхъестественные существа. Основное внимание в шоу уделяется любовному треугольнику между героями Еленой Гилберт (Нина Добрев) и братьями-вампирами Стефаном (Пол Уэсли) и Дэймоном Сальваторе (Иэн Сомерхолдер).

## Обзор сезонов
| Сезон | Сезон | Эпизоды | Оригинальная дата выхода | Оригинальная дата выхода |
| Сезон | Сезон | Эпизоды | Премьера сезона          | Финал сезона             |
| ----- | ----- | ------- | ------------------------ | ------------------------ |
|       | 1     | 22      | 10 сентября 2009         | 13 мая 2010              |
|       | 2     | 22      | 9 сентября 2010          | 12 мая 2011              |
|       | 3     | 22      | 15 сентября 2011         | 10 мая 2012              |
|       | 4     | 23      | 11 октября 2012          | 16 мая 2013              |
|       | 5     | 22      | 3 октября 2013           | 15 мая 2014              |
|       | 6     | 22      | 2 октября 2014           | 14 мая 2015              |
|       | 7     | 22      | 8 октября 2015           | 13 мая 2016              |
|       | 8     | 16      | 21 октября 2016          | 10 марта 2017            |

## Список серий

### Сезон 1 (2009-10)
| № общий | № в сезоне | Название                                             | Режиссёр         | Автор сценария                                | Дата премьеры    | Зрители в США (млн) |
| ------- | ---------- | ---------------------------------------------------- | ---------------- | --------------------------------------------- | ---------------- | ------------------- |
| 1       | 1          | «Пилотная серия» «Pilot»                             | Маркос Сига      | Кевин Уильямсон и Джули Плек                  | 10 сентября 2009 | 4,91                |
| 2       | 2          | «Ночь кометы» «Night of the Comet»                   | Маркос Сига      | Кевин Уильямсон и Джули Плек                  | 17 сентября 2009 | 3,78                |
| 3       | 3          | «Вечер пятницы кусается» «Friday Night Bites»        | Джон Дал         | Барби Клигман и Брайан М. Холдман             | 24 сентября 2009 | 3,81                |
| 4       | 4          | «Семейные узы» «Family Ties»                         | Гай Ферланд      | Андрей Крейсбург и Брайан Янг                 | 1 октября 2009   | 3,53                |
| 5       | 5          | «Для меня ты вампир» «You’re Undead to Me»           | Кевин Брэй       | Шон Рейкрафт и Габриэль Стэнтон               | 8 октября 2009   | 3,52                |
| 6       | 6          | «Потерянные девушки» «Lost Girls»                    | Маркос Сига      | Кевин Уильямсон и Джули Плек                  | 15 октября 2009  | 3,88                |
| 7       | 7          | «Преследуемые» «Haunted»                             | Эрнест Дикерсон  | Кевин Уильямсон, Джули Плек и Эндрю Крейсберг | 29 октября 2009  | 4,18                |
| 8       | 8          | «162 свечи» «162 Candles»                            | Рик Бота         | Барби Клигман и Габриэль Стэнтон              | 5 ноября 2009    | 4,09                |
| 9       | 9          | «Повторение истории» «History Repeating»             | Маркос Сига      | Брайан Холдман и Брайан Янг                   | 12 ноября 2009   | 4,10                |
| 10      | 10         | «Переломный момент» «The Turning Point»              | Дж. Миллер Тобин | Кевин Уильямсон, Джули Плек и Барби Клигман   | 19 ноября 2009   | 3,57                |
| 11      | 11         | «Кровные узы» «Bloodlines»                           | Дэвид Барретт    | Кевин Уильямсон, Джули Плек и Шон Рейкрафт    | 21 января 2010   | 3,68                |
| 12      | 12         | «Нехороший город» «Unpleasantville»                  | Лиз Фридлендер   | Барби Клигман и Брайан Янг                    | 28 января 2010   | 3,71                |
| 13      | 13         | «Дети проклятых» «Children of the Damned»            | Маркос Сига      | Кевин Уильямсон и Джули Плек                  | 4 февраля 2010   | 3,99                |
| 14      | 14         | «Обманув однажды...» «Fool Me Once»                  | Маркос Сига      | Бретт Конрад                                  | 11 февраля 2010  | 3,51                |
| 15      | 15         | «Несколько хороших людей» «A Few Good Men»           | Джошуа Батлер    | Брайан Янг                                    | 25 марта 2010    | 3,33                |
| 16      | 16         | «По соседству» «There Goes The Neighborhood»         | Кевин Брэй       | Брайан О и Эндрю Чемблисс                     | 1 апреля 2010    | 2,80                |
| 17      | 17         | «Впусти того, кто тебе нужен» «Let the Right One In» | Деннис Смит      | Джули Плек и Брайан Янг                       | 8 апреля 2010    | 3,48                |
| 18      | 18         | «Под контролем» «Under Control»                      | Дэвид фон Энкен  | Барби Клигман и Энрю Чемблисс                 | 15 апреля 2010   | 3,15                |
| 19      | 19         | «Мисс Мистик Фолс» «Miss Mystic Falls»               | Маркос Сига      | Брайан О и Кэролайн Драйз                     | 22 апреля 2010   | 3,33                |
| 20      | 20         | «Братья по крови» «Blood Brothers»                   | Лиз Фредлендер   | Кевин Уильямсон и Джули Плек                  | 29 апреля 2010   | 3,39                |
| 21      | 21         | «Изабель» «Isobel»                                   | Дж. Миллер Тобин | Кэролайн Драйз и Брайан Янг                   | 6 мая 2010       | 3,31                |
| 22      | 22         | «День основателей» «'Founder's Day'»                 | Маркос Сига      | Брайан О, Эндрю Чемблисс                      | 13 мая 2010      | 3,47                |

### Сезон 2 (2010-11)
| № общий | № в сезоне | Название                                    | Режиссёр         | Автор сценария                           | Дата премьеры    | Зрители в США (млн) |
| ------- | ---------- | ------------------------------------------- | ---------------- | ---------------------------------------- | ---------------- | ------------------- |
| 23      | 1          | «Возвращение» «The Return»                  | Дж. Миллер Тобин | Кевин Уильямсон и Джули Плек             | 9 сентября 2010  | 3,36                |
| 24      | 2          | «Прекрасный новый мир» «Brave New World»    | Джон Дал         | Брайан Янг                               | 16 сентября 2010 | 3,01                |
| 25      | 3          | «Восход дурной луны» «Bad Moon Rising»      | Патрик Норрис    | Эндрю Чемблисс                           | 23 сентября 2010 | 3,57                |
| 26      | 4          | «Воспоминания» «Memory Lane»                | Род Харди        | Кэролайн Драйз                           | 30 сентября 2010 | 3,18                |
| 27      | 5          | «Убей или убьют тебя» «Kill or Be Killed»   | Джефф Вулнаф     | Майк Дениэлс                             | 7 октября 2010   | 3,47                |
| 28      | 6          | «План Б» «Plan B»                           | Джон Беринг      | Элизабет Крафт и Сара Файн               | 21 октября 2010  | 3,62                |
| 29      | 7          | «Маскарад» «Masquerade»                     | Чарльз Бисон     | Кевин Уильямсон и Джули Плек             | 28 октября 2010  | 3,55                |
| 30      | 8          | «Роуз» «Rose»                               | Лиз Фридлендер   | Брайан Янг                               | 4 ноября 2010    | 3,63                |
| 31      | 9          | «Катерина» «Katerina»                       | Дж. Миллер Тобин | Эндрю Чемблисс                           | 11 ноября 2010   | 3,50                |
| 32      | 10         | «Жертва» «The Sacrifice»                    | Ральф Хемекер    | Кэролайн Дрис                            | 2 декабря 2010   | 3,46                |
| 33      | 11         | «При свете луны» «By The Light Of The Moon» | Элизабет Аллен   | Майк Даниэлс                             | 9 декабря 2010   | 3,16                |
| 34      | 12         | «Срыв» «The Descent»                        | Маркос Сига      | Сара Фэйн и Элизабет Крафт               | 27 января 2011   | 3,55                |
| 35      | 13         | «Проблемы с отцом» «Daddy Issues»           | Джошуа Батлер    | Кевин Уильямсон и Джули Плек             | 3 февраля 2011   | 3,22                |
| 36      | 14         | «Плачущий волк» «Crying Wolf»               | Дэвид фон Энкен  | Брайан Янг                               | 10 февраля 2011  | 2,78                |
| 37      | 15         | «Званый ужин» «The Dinner Party»            | Маркос Сига      | Эндрю Чамблисс                           | 17 февраля 2011  | 3,07                |
| 38      | 16         | «Гость» «The House Guest»                   | Майкл Кэтлман    | Кэролайн Драйз                           | 24 февраля 2011  | 2,98                |
| 39      | 17         | «Знай врага» «Know Thy Enemy»               | Уэнди Стэнзлер   | Майк Дэниэлс                             | 7 апреля 2011    | 2,73                |
| 40      | 18         | «Последний танец» «The Last Dance»          | Джон Беринг      | Майкл Нардучи                            | 14 апреля 2011   | 2,81                |
| 41      | 19         | «Клаус» «Klaus»                             | Джошуа Батлер    | Кевин Уильямсон и Джули Плек             | 21 апреля 2011   | 2,70                |
| 42      | 20         | «Последний день» «The Last Day»             | Дж. Миллер Тобин | Эндрю Чамблисс и Брайан Янг              | 28 апреля 2011   | 2,68                |
| 43      | 21         | «И взойдет солнце» «The Sun Also Rises»     | Пол М. Соммерс   | Кэролайн Драйс и Майк Дэниелс            | 5 мая 2011       | 2,84                |
| 44      | 22         | «Пока я умираю» «As I Lay Dying»            | Джон Беринг      | Тури Мейер, Аль Септейн и Майкл Нардуччи | 12 мая 2011      | 2,86                |

### Сезон 3 (2011-12)
| № общий | № в сезоне | Название                                      | Режиссёр          | Автор сценария                  | Дата премьеры    | Зрители в США (млн) |
| ------- | ---------- | --------------------------------------------- | ----------------- | ------------------------------- | ---------------- | ------------------- |
| 45      | 1          | «День рождения» «The Birthday»                | Джон Беринг       | Кевин Уильямсон и Джули Плек    | 15 сентября 2011 | 3,10                |
| 46      | 2          | «Гибрид» «Hybrid»                             | Джош Батлер       | Аль Септейн и Тури Мейер        | 22 сентября 2011 | 2,52                |
| 47      | 3          | «Конец романа» «The End of the Affair»        | Крис Грисмер      | Кэролайн Драйз                  | 29 сентября 2011 | 2,74                |
| 48      | 4          | «Вызывающее поведение» «Disturbing Behavior»  | Венди Станцлер    | Брайан Янг                      | 6 октября 2011   | 2,63                |
| 49      | 5          | «Обратный отсчёт» «The Reckoning»             | Джон Беринг       | Майкл Нардуччи                  | 13 октября 2011  | 2,89                |
| 50      | 6          | «Повеяло юностью» «Smells Like Teen Spirit»   | Роб Хардли        | Джули Плек и Кэролайн Драйз     | 20 октября 2011  | 3,03                |
| 51      | 7          | «Мир призраков» «Ghost World»                 | Дэвид Джексон     | Ребекка Сонненшайн              | 27 октября 2011  | 3,28                |
| 52      | 8          | «Обычные люди» «Ordinary People»              | Дж. Миллер Тобин  | Джули Плек и Кэролайн Драйз     | 3 ноября 2011    | 3,51                |
| 53      | 9          | «Вечер встреч» «Homecoming»                   | Джошуа Батлер     | Эван Блейвайс                   | 10 ноября 2011   | 3,17                |
| 54      | 10         | «Новая сделка» «The New Deal»                 | Джон Беринг       | Майкл Нардуччи                  | 5 января 2012    | 3,32                |
| 55      | 11         | «Наш город» «Our Town»                        | Уэнди Стензлер    | Ребекка Сонненшайн              | 12 января 2012   | 2,86                |
| 56      | 12         | «Узы, которые связывают» «The Ties That Bind» | Джон Дал          | Брайан Янг                      | 19 января 2012   | 2,71                |
| 57      | 13         | «Воскрешая мёртвых» «Bringing Out The Dead»   | Джеффри Хант      | Тури Мейер и Эл Сепшен          | 2 февраля 2012   | 2,74                |
| 58      | 14         | «Опасные связи» «Dangerous Liaisons»          | Крис Грисмер      | Кэролайн Драйз                  | 9 февраля 2012   | 3,08                |
| 59      | 15         | «Все мои дети» «All My Children»              | Паскаль Версхурис | Эван Блейвайсс и Майкл Нардуччи | 16 февраля 2012  | 2,90                |
| 60      | 16         | «1912» «1912 год»                             | Джон Беринг       | Джули Плек и Элизабет Финч      | 15 марта 2012    | 2,64                |
| 61      | 17         | «Прорыв» «Break On Through»                   | Лэнс Андерсон     | Ребекка Сонненшайн              | 22 марта 2012    | 2,69                |
| 62      | 18         | «Убийство одного» «The Murder of One»         | Дж. Миллер Тобин  | Кэролайн Драйз                  | 29 марта 2012    | 2,44                |
| 63      | 19         | «Тьма на сердце» «Heart of Darkness»          | Крис Грисмер      | Брайан Янг и Эван Бляйвайс      | 19 апреля 2012   | 2,67                |
| 64      | 20         | «Обойдемся без нежностей» «Do Not Go Gentle»  | Джош Батлер       | Майкл Нардуччи                  | 26 апреля 2012   | 2,22                |
| 65      | 21         | «До заката» «Before Sunset»                   | Крис Грисмер      | Чарли Шарбонно и Дафнии Майлз   | 3 мая 2012       | 2,54                |
| 66      | 22         | «Покойники» «The Departed»                    | Джон Беринг       | Бретт Меттьюз и Элизабет Финч   | 10 мая 2012      | 2,53                |

### Сезон 4 (2012-13)
| № общий | № в сезоне | Название                                                             | Режиссёр          | Автор сценария                     | Дата премьеры   | Зрители в США (млн) |
| ------- | ---------- | -------------------------------------------------------------------- | ----------------- | ---------------------------------- | --------------- | ------------------- |
| 67      | 1          | «Возрастающая боль» «Growing Pains»                                  | Крис Грисмер      | Кэролайн Драйз                     | 11 октября 2012 | 3,18                |
| 68      | 2          | «Поминки» «Memorial»                                                 | Роб Харди         | Джули Плек и Джосе Молина          | 18 октября 2012 | 2,91                |
| 69      | 3          | «Яростная» «The Rager»                                               | Лэнс Андерсон     | Брайан Янг                         | 25 октября 2012 | 2,87                |
| 70      | 4          | «Пятеро» «The Five»                                                  | Джошуа Батлер     | Бретт Мэттьюз и Ребекка Соненшайн  | 1 ноября 2012   | 3,27                |
| 71      | 5          | «Убийца» «The Killer»                                                | Крис Грисмер      | Майкл Нардуччи                     | 8 ноября 2012   | 3,02                |
| 72      | 6          | «Мы все сходим с ума» «We All Go a Little Mad Sometimes»             | Венди Станцлер    | Эван Блейвейс и Джули Плек         | 15 ноября 2012  | 2,84                |
| 73      | 7          | «Сторож брату моему» «My Brother’s Keeper»                           | Джефри Хант       | Кэролайн Драйз и Элизабет Финч     | 29 ноября 2012  | 2,86                |
| 74      | 8          | «У нас всегда будет Бурбон-стрит» «We’ll Always Have Bourbon Street» | Джесси Уорн       | Чарли Шарбонно и Хосе Молина       | 6 декабря 2012  | 2,42                |
| 75      | 9          | «О, придите, все верующие» «O Come, All Ye Faithful»                 | Паскаль Верскурис | Майкл Дж. Синкуемани и Джули Плек  | 13 декабря 2012 | 2,81                |
| 76      | 10         | «Внеклассное занятие» «After School Special»                         | Дэвид Фон Энкен   | Бретт Мэттьюз                      | 17 января 2013  | 2,95                |
| 77      | 11         | «Поймай меня, если сможешь» «Catch Me If You Can»                    | Джон Дал          | Брайан Янг и Майкл Нардуччи        | 24 января 2013  | 2,71                |
| 78      | 12         | «Вид на убийство» «A View To A Kill»                                 | Брэд Тернер       | Ребекка Соненшайн                  | 31 января 2013  | 2,56                |
| 79      | 13         | «На волю» «Into the Wild»                                            | Майкл Элловитц    | Керолайн Драйз                     | 7 февраля 2013  | 2,50                |
| 80      | 14         | «В кроличью нору» «Down The Rabbit Hole»                             | Крис Грисмер      | Хосе Молина                        | 14 февраля 2013 | 2,31                |
| 81      | 15         | «Будь рядом со мной» «Stand By Me»                                   | Лэнс Андерсон     | Джули Плек                         | 21 февраля 2013 | 2,91                |
| 82      | 16         | «Зажигай» «Bring It On»                                              | Джесси Уарн       | Элизабет Финч и Майкл Нардуччи     | 14 марта 2013   | 2,41                |
| 83      | 17         | «Это всё ночь» «Because the Night»                                   | Гаррет Стоувер    | Брайан Янг и Чарли Шарбонно        | 21 марта 2013   | 2,65                |
| 84      | 18         | «Американская готика» «American Gothic»                              | Келли Сайрус      | Эван Блейвейс и Хосе Молина        | 28 марта 2013   | 2,46                |
| 85      | 19         | «Твои фотографии» «Pictures of You»                                  | Дж. Миллер Тобин  | Нил Рейнольдс и Керолайн Драйз     | 18 апреля 2013  | 2,14                |
| 86      | 20         | «Первородные» «The Originals»                                        | Крис Грисмер      | Джули Плек                         | 25 апреля 2013  | 2,24                |
| 87      | 21         | «Она свихнулась» «She’s Come Undone»                                 | Дарнелл Мартин    | Майкл Нардуччи и Ребекка Соненшайн | 2 мая 2013      | 2,17                |
| 88      | 22         | «Восставшие мертвецы» «The Walking Dead»                             | Роб Харди         | Брайан Янг и Кэролайн Драйз        | 9 мая 2013      | 2,28                |
| 89      | 23         | «Выпускной» «Graduation»                                             | Крис Грисмер      | Кэролайн Драйз и Джули Плек        | 16 мая 2013     | 2,24                |

### Сезон 5 (2013-14)
| № общий | № в сезоне | Название                                                               | Режиссёр          | Автор сценария                        | Дата премьеры   | Зрители в США (млн) |
| ------- | ---------- | ---------------------------------------------------------------------- | ----------------- | ------------------------------------- | --------------- | ------------------- |
| 90      | 1          | «Я знаю, что ты делал прошлым летом» «I Know What You Did Last Summer» | Лэнс Андерсон     | Кэролайн Драйз                        | 3 октября 2013  | 2,59                |
| 91      | 2          | «Правдивая ложь» «True Lies»                                           | Джошуа Батлер     | Брайан Янг                            | 10 октября 2013 | 2,14                |
| 92      | 3          | «Первородный грех» «Original Sin»                                      | Джесси Ворн       | Мелинда Хсю Тейлор и Ребекка Саншайн  | 17 октября 2013 | 2,93                |
| 93      | 4          | «По ком звонит колокол» «For Whom the Bell Tolls»                      | Майкл Элловитц    | Брэтт Метьюз и Элизабет Финч          | 24 октября 2013 | 2,63                |
| 94      | 5          | «Бал монстров» «Monster’s Ball»                                        | Келли Сайрус      | Сони Постильоне                       | 31 октября 2013 | 2,07                |
| 95      | 6          | «Обращаться осторожно» «Handle with a care»                            | Джефри Хант       | Кэролайн Драйз и Холли Брикс          | 7 ноября 2013   | 2,93                |
| 96      | 7          | «Смерть и дева» «Death and the Maiden»                                 | Лесли Либман      | Ребекка Сонненшайн                    | 14 ноября 2013  | 2,72                |
| 97      | 8          | «Мертвец в колледже» «Dead Man on Campus»                              | Роб Харди         | Брайан Янг и Неил Рейнолдс            | 21 ноября 2013  | 2,67                |
| 98      | 9          | «Клетка» «The Cell»                                                    | Крис Грисмер      | Мелинда Хсю Тейлор                    | 5 декабря 2013  | 2,36                |
| 99      | 10         | «50 оттенков Грэйсона» «Fifty Shades of Grayson»                       | Келли Сайрус      | Кэролайн Драйз                        | 12 декабря 2013 | 2,44                |
| 100     | 11         | «500 лет одиночества» «500 Years of Solitude»                          | Крис Грисмер      | Джули Плек и Кэролайн Драйз           | 23 января 2014  | 2,72                |
| 101     | 12         | «Дьявол внутри» «The Devil Inside»                                     | Келли Сайрус      | Бретт Мэтьюс и Сонни Постиглионе      | 30 января 2014  | 2,42                |
| 102     | 13         | «Полное затмение сердца» «Total Eclipse of the Heart»                  | Даррен Женет      | Ребекка Сонненшайн и Холли Брикс      | 6 февраля 2014  | 2,13                |
| 103     | 14         | «Выхода нет» «No Exit»                                                 | Майкл Элловитц    | Брайан Янг                            | 27 февраля 2014 | 2,03                |
| 104     | 15         | «Пропавшая» «Gone Girl»                                                | Лэнс Андерсон     | Мелинда Хсю Тейлор                    | 6 марта 2014    | 2,18                |
| 105     | 16         | «Пока ты спала» «While You Were Sleeping»                              | Паскаль Верскурис | Кэролайн Драйз                        | 20 марта 2014   | 2,28                |
| 106     | 17         | «Спаси меня» «Rescue Me»                                               | Лесли Либман      | Бретт Мэтьюс и Неил Рейнолдс          | 27 марта 2014   | 1,73                |
| 107     | 18         | «Обитель зла» «Resident Evil»                                          | Пол Уэсли         | Кэролайн Драйз и Брайан Янг           | 17 апреля 2014  | 1,66                |
| 108     | 19         | «В огне» «Man of Fire»                                                 | Майкл Элловитц    | Мелинда Хсю Тейлор и Мэтью Д’Амброзио | 24 апреля 2014  | 1,81                |
| 109     | 20         | «Что скрывает ложь» «What Lies Beneath»                                | Джошуа Батлер     | Элизабет Финч и Холли Брикс           | 1 мая 2014      | 1,84                |
| 110     | 21         | «Земля обетованная» «Promised Land»                                    | Майкл Элловитц    | Ребекка Сонненшайн                    | 8 мая 2014      | 1,50                |
| 111     | 22         | «Дом» «Home»                                                           | Крис Грисмер      | Кэролайн Драйз и Брайан Янг           | 15 мая 2014     | 1,60                |

### Сезон 6 (2014-15)
| № общий | № в сезоне | Название                                                                                           | Режиссёр          | Автор сценария                     | Дата премьеры   | Зрители в США (млн) |
| ------- | ---------- | -------------------------------------------------------------------------------------------------- | ----------------- | ---------------------------------- | --------------- | ------------------- |
| 112     | 1          | «Я буду помнить» «I’ll Remember»                                                                   | Джефри Хант       | Кэролайн Драйз                     | 2 октября 2014  | 1,81                |
| 113     | 2          | «Извещение о смерти» «Yellow Ledbetter»                                                            | Паскаль Верскурис | Джули Плек                         | 9 октября 2014  | 1,67                |
| 114     | 3          | «Добро пожаловать в рай» «Welcome to Paradise»                                                     | Майкл Элловитц    | Брайан Янг                         | 16 октября 2014 | 1,83                |
| 115     | 4          | «Солнечное затмение» «Black Hole Sun»                                                              | Келли Сайрус      | Мелинда Хсю Тейлор и Нил Рейнольдс | 23 октября 2014 | 1,66                |
| 116     | 5          | «Мир изменился, а я остался прежним» «The World Has Turned and Left Me Here»                       | Лесли Либман      | Бретт Мэтьюс                       | 30 октября 2014 | 1,58                |
| 117     | 6          | «Чем больше ты отворачиваешься, тем ближе я подбираюсь» «The More You Ignore Me, the Closer I Get» | Гаррет Стовер     | Чад Файвэш                         | 6 ноября 2014   | 1,59                |
| 118     | 7          | «Помнишь нашу первую встречу?» «Do You Remember the First Time?»                                   | Даррен Женет      | Ребекка Сонненшайн                 | 13 ноября 2014  | 1,54                |
| 119     | 8          | «Слиться с тобой» «Fade Into You»                                                                  | Джошуа Батлер     | Нина Фьори и Джон Эррера           | 21 ноября 2014  | 1,68                |
| 120     | 9          | «Я одна» «I Alone»                                                                                 | Келли Сайрус      | Брайан Янг и Холли Брикс           | 4 декабря 2014  | 1,49                |
| 121     | 10         | «Рождество твоими глазами» «Christmas Through Your Eyes»                                           | Майкл Алловиц     | Кэролайн Драйз                     | 18 декабря 2014 | 1,82                |
| 122     | 11         | «Проснулась с чудовищем» «Woke Up With a Monster»                                                  | Пол Уэсли         | Мелинда Хсю Тейлор                 | 22 января 2015  | 1,63                |
| 123     | 12         | «Отходная молитва» «Prayer For the Dying»                                                          | Джефри Хант       | Бретт Мэтьюс и Ребекка Сонненшайн  | 29 января 2015  | 1,47                |
| 124     | 13         | «В тот день я попыталась жить» «The Day I Tried to Live»                                           | Паскаль Верскурис | Чад Файвэш и Джеймс Стотеро        | 5 февраля 2015  | 1,61                |
| 125     | 14         | «Останься» «Stay»                                                                                  | Крис Грисмер      | Брайан Янг и Кэролайн Драйз        | 12 февраля 2015 | 1,52                |
| 126     | 15         | «Отпусти её» «Let Her Go»                                                                          | Джули Плек        | Джули Плек                         | 19 февраля 2015 | 1,41                |
| 127     | 16         | «Порочный круг» «The Downward Spiral»                                                              | Иэн Сомерхолдер   | Брайан Янг и Кэролайн Драйз        | 12 марта 2015   | 1,30                |
| 128     | 17         | «Птичка в позолоченной клетке» «A Bird in a Gilded Cage»                                           | Джошуа Батлер     | Нил Рейнольдс                      | 19 марта 2015   | 1,59                |
| 129     | 18         | «Я не могла бы так любить» «I Never Could Love Like»                                               | Лесли Либман      | Чад Файвэш и Джеймс Стотеро        | 16 апреля 2015  | 1,35                |
| 130     | 19         | «Потому что» «Because»                                                                             | Джофф Шотц        | Мелинда Хсю Тейлор                 | 23 апреля 2015  | 1,37                |
| 131     | 20         | «Ради тебя я оставлю счастливый свой дом» «'I'd Leave My Happy Home For You'»                      | Джесси Уарн       | Бретт Мэтьюс и Ребекка Сонненшайн  | 30 апреля 2015  | 1,21                |
| 132     | 21         | «Я выйду за тебя посреди золотистого лета» «'I'll Wed You In The Golden Summertime'»               | Майкл Алловиц     | Брайан Янг                         | 7 мая 2015      | 1,32                |
| 133     | 22         | «Мне никогда вас не забыть» «'I'm Thinking of You All the While'»                                  | Крис Грисмер      | Джули Плек и Кэролайн Драйз        | 14 мая 2015     | 1,44                |

### Сезон 7 (2015-16)
| № общий | № в сезоне | Название                                                                                   | Режиссёр            | Автор сценария                                                     | Дата премьеры   | Зрители в США (млн) |
| ------- | ---------- | ------------------------------------------------------------------------------------------ | ------------------- | ------------------------------------------------------------------ | --------------- | ------------------- |
| 134     | 1          | «День первый из где-то двадцати двух тысяч» «Day One of Twenty-Two Thousand, Give or Take» | Паскаль Верскурис   | Кэролайн Драйз                                                     | 8 октября 2015  | 1,38                |
| 135     | 2          | «Не отпускай меня» «Never Let Me Go»                                                       | Крис Грисмер        | Брайан Янг                                                         | 15 октября 2015 | 1,40                |
| 136     | 3          | «Эпоха невинности» «Age of Innocence»                                                      | Майкл А. Алловиц    | Мелинда Хсю Тейлор и Холли Брикс                                   | 22 октября 2015 | 1,20                |
| 137     | 4          | «Твоё сердце со мной» «I Carry Your Heart With Me»                                         | Джеффри Хант        | Нил Рейнольдс                                                      | 29 октября 2015 | 1,24                |
| 138     | 5          | «Переживи это» «Live Through This»                                                         | Келли Сайрус        | Ребекка Сонненшайн                                                 | 5 ноября 2015   | 1,34                |
| 139     | 6          | «Подавать холодным» «Best Served Cold»                                                     | Даррен Женет        | Кэролайн Драйз                                                     | 12 ноября 2015  | 1,32                |
| 140     | 7          | «Милая мамочка» «Mommie Dearest»                                                           | Тони Соломонс       | Чад Файвэш и Джеймс Стотеро                                        | 19 ноября 2015  | 1,10                |
| 141     | 8          | «Обними меня, поцелуй меня и убей» «Hold Me, Thrill Me, Kiss Me, Kill me»                  | Лесли Либман        | Бретт Мэтьюз                                                       | 3 декабря 2015  | 1,31                |
| 142     | 9          | «Холодное, как лёд» «Cold as Ice»                                                          | Джеффри Уинг Шотц   | Брайан Янг                                                         | 10 декабря 2015 | 1,17                |
| 143     | 10         | «Ад — это другие» «Hell Is Other People»                                                   | Дебора Чоу          | Холли Брикс и Нил Рейнольдс                                        | 29 января 2016  | 1,24                |
| 144     | 11         | «Чего мы лишились в огне» «Things We Lost in the Fire»                                     | Пол Уэсли           | Мелинда Хсю Тейлор                                                 | 5 февраля 2016  | 1,09                |
| 145     | 12         | «Открытки с обрыва» «Postcards from the Edge»                                              | Паскаль Верскурис   | Ребекка Сонненшайн                                                 | 12 февраля 2016 | 1,08                |
| 146     | 13         | «Женская работа» «'This Woman's Work'»                                                     | Гаррет Стоувер      | Чад Файвэш и Джеймс Стотеро                                        | 19 февраля 2016 | 1,01                |
| 147     | 14         | «Лунная ночь на болоте» «Moonlight on the Bayou»                                           | Джеффри Хант        | Кэролайн Драйз и Бретт Мэтьюз                                      | 26 февраля 2016 | 1,12                |
| 148     | 15         | «Ради тебя я готов» «I Would for You»                                                      | Майк Карасик        | Брайан Янг                                                         | 4 марта 2016    | 1,04                |
| 149     | 16         | «Дни минувшего будущего» «Days of Future Past»                                             | Иэн Сомерхолдер     | Мелинда Хсю Тейлор                                                 | 1 апреля 2016   | 1,20                |
| 150     | 17         | «Я ушёл в лес» «I Went to the Woods»                                                       | Джули Плек          | Сценарий: Джули Плек и Нил Рейнольдс Телепостановка: Нил Рейнольдс | 8 апреля 2016   | 1,17                |
| 151     | 18         | «Так или иначе» «One Way or Another»                                                       | Рашаад Эрнесто Грин | Сценарий: Пенни Кокс Телепостановка: Ребекка Сонненшайн            | 15 апреля 2016  | 1,02                |
| 152     | 19         | «Тот, кого я знала прежде» «Somebody That I Used to Know»                                  | Крис Грисмер        | Сценарий: Мэттью Д'Амброзио Телепостановка: Холли Брикс            | 22 апреля 2016  | 1,02                |
| 153     | 20         | «Убей их всех» «'Kill 'Em All'»                                                            | Келли Сайрус        | Чад Файвэш и Джеймс Стотеро                                        | 29 апреля 2016  | 1,05                |
| 154     | 21         | «Реквием по мечте» «Requiem for a Dream»                                                   | Пол Уэсли           | Бретт Мэтьюз и Нил Рейнольдс                                       | 6 мая 2016      | 0,90                |
| 155     | 22         | «Боги и чудовища» «Gods and Monsters»                                                      | Майкл А. Алловиц    | Брайан Янг                                                         | 13 мая 2016     | 1,04                |

### Сезон 8 (2016-17)
| № общий | № в сезоне | Название | Режиссёр          | Автор сценария                                                           | Дата премьеры   | Зрители в США (млн) |
| ------- | ---------- | --- | ----------------- | ------------------------------------------------------------------------ | --------------- | ------------------- |
| 156     | 1          | «Привет, братец» «Hello Brother»                                                                                     | Майкл А. Алловиц  | Джули Плек и Кевин Уильямсон                                             | 21 октября 2016 | 0,98                |
| 157     | 2          | «Сегодня всё будет по-другому» «Today Will Be Different»                                                             | Паскаль Верскурис | Мелинда Хсю Тейлор                                                       | 28 октября 2016 | 0,90                |
| 158     | 3          | «Ты решила, что я достоин спасения» «You Desided That I Was Worth Saving»                                            | Майкл Карасик     | Чад Файвеш и Джеймс Стотеро                                              | 4 ноября 2016   | 0,94                |
| 159     | 4          | «Вечность страданий» «An Eternity of Misery»                                                                         | Роб Харди         | Нил Рейнольдс и Бретт Мэтьюс                                             | 11 ноября 2016  | 1,00                |
| 160     | 5          | «Возвращение домой было ошибкой» «Coming Home Was a Mistake»                                                         | Джеймс Томпсон    | Селин Гейгер                                                             | 18 ноября 2016  | 0,92                |
| 161     | 6          | «Объездная дорога, приведшая в ад» «Detoured on Some Random Backwoods Path to Hell»                                  | Пол Уэсли         | Алан МакЭлрой                                                            | 2 декабря 2016  | 1,05                |
| 162     | 7          | «В следующий раз, когда я причиню кому-то боль, это можешь быть ты» «The Next Time I Hurt Somebody, It Could Be You» | Таня Шамильтон    | Шукри Хасан Тильман                                                      | 9 декабря 2016  | 0,98                |
| 163     | 8          | «У нас с тобой есть история» «We Have History Together»                                                              | Иэн Сомерхолдер   | Меттью Д'Амброзио                                                        | 13 января 2017  | 0,95                |
| 164     | 9          | «Близость без прикосновений» «The Simple Intimacy of the Near Touch»                                                 | Джеффри Уинг Шотц | Нил Рейнольдс и Пенни Кокс                                               | 20 января 2017  | 0,86                |
| 165     | 10         | «Ностальгия та еще стерва» «'Nostalgia's a Bitch'»                                                                   | Келли Сайрус      | Бретт Меттьюз                                                            | 27 января 2017  | 0,94                |
| 166     | 11         | «Ты решил стать хорошим» «You Made a Choice to Be Good»                                                              | Кэрол Бенкир      | Мелинда Хсю Тейлор и Селин Гейгер                                        | 3 февраля 2017  | 0,92                |
| 167     | 12         | «Что ты такое?» «What Are You?»                                                                                      | Даррен Жене       | Чад Файвэш и Джеймс Стотеро                                              | 10 февраля 2017 | 1,11                |
| 168     | 13         | «Ложь сделает свое дело» «The Lies Will Catch Up with You»                                                           | Тони Соломонс     | Нил Рейнольдс                                                            | 17 февраля 2017 | 0,99                |
| 169     | 14         | «Это была адская поездка» «'It's Been a Hell of a Ride'»                                                             | Паскаль Верскурис | Бретт Меттьюз и Шукри Хасан Тилман                                       | 24 февраля 2017 | 1,04                |
| 170     | 15         | «Мы планируем свадьбу в июне» «We’re Planning a June Wedding»                                                        | Крис Грисмер      | История: Джен Вестуто и Мелисса Марлетт Телесценарий: Мелинда Хсю Тейлор | 3 марта 2017    | 1,14                |
| 171     | 16         | «Всё было классно» «I Was Feeling Epic»                                                                              | Джули Плек        | Джули Плек и Кевин Уильямсон                                             | 10 марта 2017   | 1,15                |

## Специальный выпуск
| № | Название                        | Показ между эпизодами                            | Дата премьеры | Зрители в США (млн) |
| --- | ------------------------------- | ------------------------------------------------ | ------------- | ------------------- |
| 1 | «Навсегда ваши» «Forever Yours» | «Мы планируем свадьбу в июне» «Всё было классно» | 10 марта 2017 | 1,07                |
| Ретроспектива сериала, содержащая интервью с основным актёрским составом сериала и приглашёнными актёрами, исполнительным продюсерами Джули Плек и Кевином Уильямсоном, закадровые фото и видео финального сезона и особенных моментов восьми лет существования сериала. |                                 |                                                  |               |                     |